# André Mellerio
Pour les articles homonymes, voir Mellerio dits Meller.
André Mellerio, né le 8 avril 1862 à Paris et mort le 20 janvier 1943 à Saint-Aulaye, est un critique d'art français.
Il a défendu la cause du symbolisme et de l'art idéaliste. Maurice Denis l'a représenté sur deux tableaux. Il était le biographe et grand ami d'Odilon Redon.

## Biographie

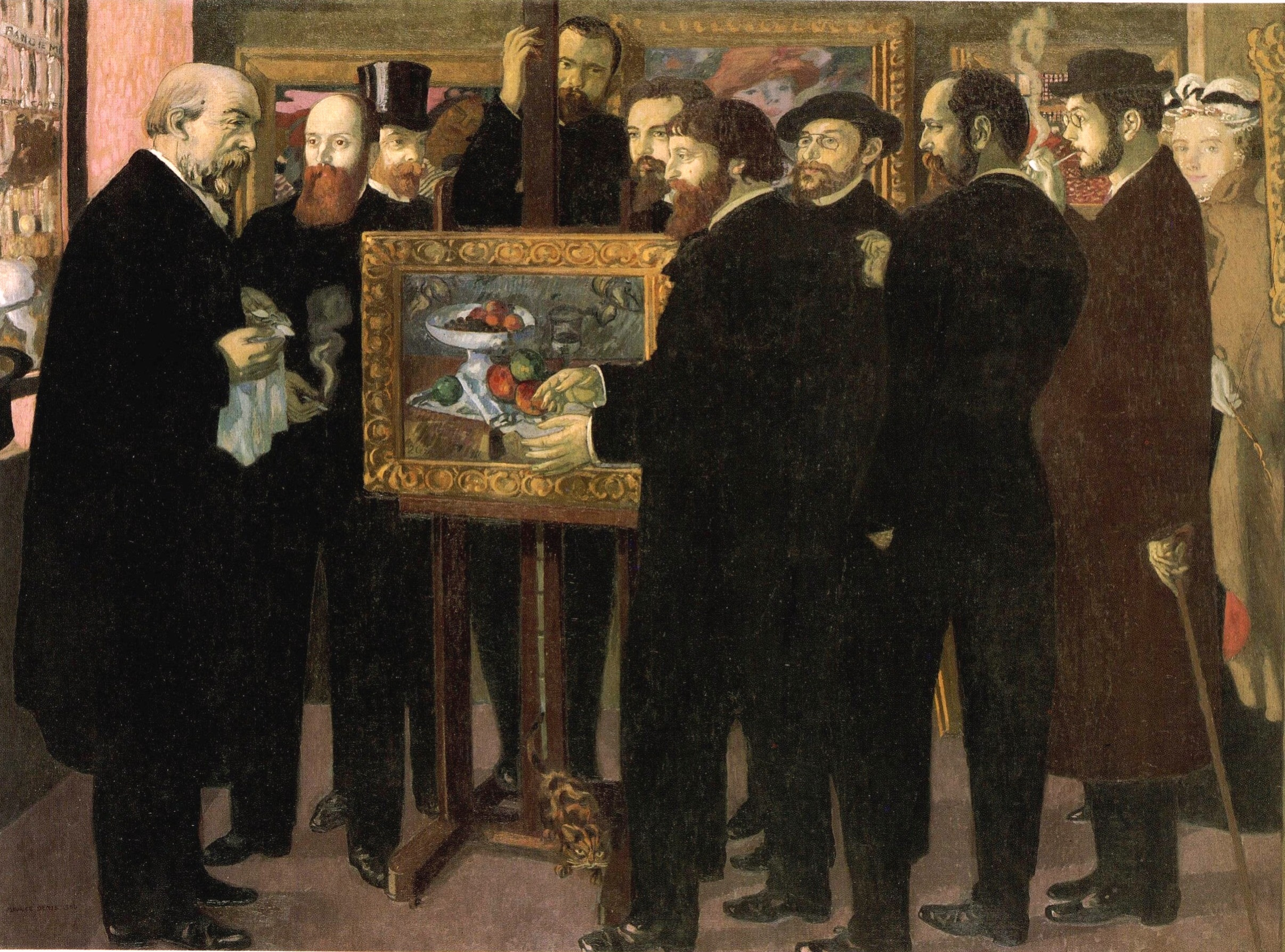
Maurice Denis, Hommage à Cézanne, 1900, huile sur toile, Musée d'Orsay, Paris.
Dans la galerie d'Ambroise Vollard, Mellerio est le troisième en partant de la gauche, coiffé d'un haut-de-forme.

André Mellerio est issu d'une famille parisienne d'orfèvres originaire du nord de l'Italie, les Mellerio dits Meller, établis depuis plusieurs siècles sur la place (et toujours active). 
Mellerio épouse Isabelle Leroux, et le couple a six enfants dont Thérèse (1892–1972), Marcel (1894–1978) et Marthe (1896–1992), représentés dans un tableau composé par Maurice Denis en 1897, La Famille Mellerio (Paris, musée d'Orsay).
Mellerio rencontre Odilon Redon en 1889, les deux hommes resteront amis, le critique devenant le plus grand spécialiste de l'artiste, établissant de son vivant l'inventaire général de son œuvre.
En 1896, Mellerio publie son premier essai critique, Le Mouvement idéaliste en peinture : cet « art idéaliste », il l'inscrit dans le prolongement logique de l'Exposition des peintres du groupe impressionnistes et synthétiste organisée au café Volpini en 1889 avec les membres du groupe de Pont-Aven. Mellerio attribue l'origine de ce courant à Gustave Moreau, Paul Gauguin, Pierre Puvis de Chavannes et Odilon Redon.
Pour ce dernier, il rédige la préface de sa première exposition à la galerie Durand-Ruel en 1894, dans laquelle il démontre la singularité de Redon, et le fait que celui-ci n'appartienne à aucun groupe d'artistes.
Entre 1897 et 1899, il codirige avec le critique Noël Clément-Janin, la revue d'art L'Estampe et l'affiche publiée par Édouard Pelletan. Durant cette période, il publie La Lithographie originale en couleurs, premier ouvrage à s'intéresser à cette nouvelle forme d'art, défendue entre autres par Ambroise Vollard.
Lors de l'Exposition universelle de 1900, il publie une brochure intitulée L'Exposition de 1900 et l'Impressionnisme où il critique la faible place accordée à l'impressionnisme.
Les archives de Mellerio sont conservées depuis 1991 au Ryerson and Burnham Archives de l'Art Institute of Chicago.

## Publications
- Le Mouvement idéaliste en peinture, frontispice d'Odilon Redon, Paris, Henri Floury, 1896[8] — texte en ligne.
- La Lithographie originale en couleurs, illustré par Pierre Bonnard, Paris, Éditions de l'Estampe et l'Affiche, 1898 — lire sur Gallica.
- Odilon Redon, Paris, Secrétariat, 1913.
- L'Exposition de 1900 et l'Impressionnisme, Paris, Henri Floury, 1900.
- Odilon Redon. Peintre, dessinateur et graveur, Paris, Henri Floury, 1923.